# Hydractinia sarsi
Hydractinia sarsi är en nässeldjursart som beskrevs av Japetus Steenstrup 1850. Hydractinia sarsi ingår i släktet Hydractinia och familjen Hydractiniidae. Inga underarter finns listade i Catalogue of Life.